# Sant Antoni (barri de València)
Sant Antoni és un barri de la ciutat de València que pertany al districte de La Saïdia. És al centre-nord de la ciutat, entre l'avinguda de la Constitució a l'oest, l'avinguda del Primat Reig al nord, el carrer d'Almassora a l'est i les vies del tramvia de la línia 4 de Metrovalència al sud. Limita a l'oest amb el barri de Tormos, al nord amb Orriols, a l'est amb Benimaclet i al sud amb Morvedre. La seua població el 2009 era de 10.109 habitants.
El nom de Sant Antoni prové de l'església parroquial de Sant Antoni Abat al carrer de Sagunt, església que té els seus orígens en una antiga ermita a la vora d'un hospital edificat pels Germans Hospitalers de sant Antoni el segle xiv.

## Història
A les proximitats del carrer de Sant Bru, han sigut descobertes unes ruïnes ibèriques d'època preromana, és a dir, anterior a la fundació romana de la ciutat l'any 138 aC.
L'any 1313, els Germans Hospitalers de sant Antoni van adquirir uns terrenys extramurs de la ciutat, junt al camí de Morvedre (actual carrer de Sagunt), a les proximitats del poblat d'Orriols, per construir un xicotet hospital i una ermita, dels quals no queda rastre en l'actualitat, però entre 1476 i 1492 es va edificar el convent i l'església de Sant Antoni Abat. Després de la supressió de l'orde, el convent va romandre abandonat des del 1787 fins a 1805, quan els dominics la van fer casa de Sant Antoni i Sant Onofre fins al 1835 en què l'abandonaren, i dos anys després va ser adquirit per monges canonesses regulars de la regla de Sant Agustí per a dedicar-lo a sant Cristòfor. El 1899, el van vendre a la congregació dels Salesians, que va adaptar el convent per a establir una escola de xiquets ampliant el convent i les instal·lacions. En l'actualitat, forma part del col·legi Salesià-Sant Antoni Abat, que s'estén fins a l'avinguda del Primat Reig.
L'actual església parroquial de Sant Llàtzer (o San Lázaro), al carrer de Sagunt, és una antiga ermita que queda d'un primitiu hospital per a malalts de lepra que el mateix rei Jaume I va establir ací durant la conquesta cristiana de la ciutat al segle xiii, i que va estar en funcionament fins a 1739.
A pocs passos de Sant Llàtzer naixia el camí de Montcada, just a l'encreuament amb l'actual carrer de Maximilià Thous, on hi havia una creu de terme que marcava l'inici del camí cap a Montcada. Actualment, aquest encreuament ha sigut transformat en rotondes i s'ha edificat una reproducció de la creu en una de les vores de la rotonda.
Els actuals límits sud i est del barri són definits per les actuals vies del tramvia de Metrovalència, però corresponen al traçat de l'antic trenet de València en direcció Bétera i Llíria en les vies del sud del barri, i en direcció Rafelbunyol en les vies de l'est del barri. El límit oest ve definit per l'avinguda de la Constitució, antiga N-340 i accés nord a la ciutat de València, com a alternativa urbana a l'estret carrer de Sagunt, i el límit nord ve marcat per l'antic camí de Trànsits, en l'actualitat avinguda del Primat Reig.

## Elements importants
Prop de la plaça de Don Bosco trobem el col·legi Salesià- Sant Antoni Abat, edificat sobre l'antic convent de Sant Antoni i amb l'església parroquial de Sant Antoni. Davant aquest col·legi i just en la plaça de Don Bosco, trobem una escultura en bronze en homenatge a sant Joan Bosco, conegut com a Don Bosco i fundador de la congregació Salesiana. L'escultura va ser inaugurada l'any 1999 en commemoració del centenari dels salesians a València (1898-1998).
L'església parroquial de Sant Llàtzer o San Lázaro, antiga ermita que queda d'un primitiu hospital per a malalts de lepra, està situada molt a prop de la rotonda que marcava l'inici del camí de Montcada, on trobem la reproducció de la creu que en marcava l'inici.

## Transports
Al sud del barri, està situada l'estació de Sagunt de la línia 4 del tramvia de Metrovalència a l'altura del carrer de Sagunt.